# José Asunción Flores
José Agustín Flores (Asunción , 27 de agosto de 1904-Santiago, 11 de septiembre de 1973), más conocido como José Asunción Flores, fue un compositor paraguayo, creador del género musical denominado guarania. El nombre de Asunción se lo puso en honor a la capital paraguaya.

## Primeros pasos
Nace el 27 de agosto de 1904 en el barrio de la Chacarita, el niño José, hijo de Magdalena Flores, revendedora del Mercado Guasu y lavandera, su padre Juan Volta, quien no lo reconoció. El niño pasa gran parte de su niñez trabajando como un ‘niño de la calle’, lustrando zapatos, vendiendo diarios, contribuyendo a la economía familiar. A los 12 años José, ingresa a la Banda de Policía e inicia sus estudios musicales junto a maestros italianos y pronto ocupa el sitio de trombonista, gracias a su habilidad musical. Inicia investigaciones sobre la música paraguaya en busca de un nuevo ritmo. 

## El nacimiento de la guarania
En 1924, después de experimentar diferentes arreglos con el tema musical paraguayo Mba'érepa reikuaase, empezó a trabajar en el nuevo género musical que llamó Guarania. El compositor sintió la necesidad, interpretar el sentir paraguayo. Su primer tema fue Jejui. Obra estrenada en enero de 1925 en el Hotel Cosmos, actual Asunción Palace Hotel de la capital. 
Más tarde Flores comentaría acerca de su creación:
"La guarania es de mi pueblo. Allí están los sollozos de su pasión y los gritos de su rebeldía. Nació conmigo, pero sobrevivirá mientras el hombre paraguayo sea capaz de silbar una canción". 

"Memorias" José Asunción Flores - Editores: Alcibíades González Delvalle - Antonio V. Pecci - 2023. Asunción

En 1926 crea Arribeño Resay (Lágrimas de un Arribeño) con versos de Rigoberto Fontao Meza. También compone "Ñasaindype" (A la luz de la luna) con versos de Félix Fernández. Ambas obras son estrenadas en el Teatro Nacional con gran éxito de público.
En 1928 se conoce con el poeta guaireño Manuel Ortiz Guerrero, y juntos componen temas como "India", "Kerasy" (Sueño doliente), Paraguaýpe (Asunción), Panambi vera (Mariposa brillante), Ne rendápe aju (Vengo Junto a ti) y "Buenos Aires, salud". Estas obras abren una dimensión completamente nueva en el horizonte de la guarania. 
En 1932 se enrola para servir en el Ejército de Paraguay en la guerra del Chaco, combatiendo en el frente de batallas, como sirviente de pieza de una ametralladora pesada en Boquerón, al mando del Capitán Lorenzo Medina, del Regimiento de Infantería 2 de mayo. Luego del conflicto armado, la inestabilidad política en Paraguay hace que Flores se mude a Buenos Aires. Mientras vivía allí, sus temas se difundían por todo Paraguay y el género Guarania se convertía en éxito, confirmando la originalidad y creatividad de los trabajos de Flores. Crea la Orquesta Ortiz Guerrero con la que ofrece actuaciones, bailes populares en radios y teatros, llegando a grabar numerosos temas con el sello Odeón. 
En 1944, 24 de julio, la canción India fue declarada por el gobierno paraguayo como "canción nacional". En Buenos Aires, Flores también trabajó con música clásica y compuso doce sinfonías.
Llegó a grabar muchas de sus composiciones en Moscú, con los más grandes directores y músicos soviéticos. Desde las filas del perseguido y reprimido Partido Comunista Paraguayo, Flores fue un hombre comprometido con la militancia. Su tema Ne rendápe aju, compuesta con Ortiz Guerrero se puede considerar una referencia en la canción de amor paraguaya. Fue dedicada a Iluminada Arias, una guaireña de la época en que fue escrita y se estrenó en una serenata que tuvo un final trágico. Ocurrió que el celoso padre de la homenajeada disparó sobre el cantor, un hombre de apellido Barboza, hiriéndolo de muerte. A ello se debe que Flores incluyera en el final una marcha fúnebre y la plegaria "Santa María" que se escucha dos veces en la versión sinfónica. Su texto en idioma guaraní es:

Mombyry asyetégui aju ne rendápe romomorãségui
 ymaite guivéma reiko che py'ápe che esperanzami,
mborayhu ha yuhéigui amano mbotáma ko'ape aguahevo
 tañesuna ndéve ha nde póguiveya tachemboy'umi.
He'íva nde rehe lo karia'ykuéra pe imandu'aha rupi,

kuña nde rorýva música porãicha naimbojojahái,
che katu ha'eva cada ka'aru nde rehe apensáro
ikatuva'erã nipo cheichugui añembuesarai.
Azucena blanca, ryakuãvurei
eju che azucena torohetumi.
Ku clavel potýicha ne porãitéva re pukavymíro
ne porãiteveva el alba potýgui che esperanzami,
natañemondéna jazmin metetégui che rayhu haguáicha,
ha pe che keguýpe che azucena blanca, che añuami.
Yvoty nga'uhína ko che rekove,
aipo'o hagua rojapipype.
Ne rendá pe aju.

## Exilio, muerte y legado
En 1972 fallece en Buenos Aires donde sus restos son despedidos por una multitud de artistas y público en el cementerio de la Chacarita a los sones de ‘India’, pero el régimen stronista prohíbe la repatriación de sus restos. En 1991 sus restos son repatriados a Asunción. El gobierno presidido por el Gral. Andrés Rodríguez le otorga en forma póstuma la condecoración Orden Nacional del Mérito. Sus restos reposan en la plaza ‘Manuel Ortiz Guerrero - José Asunción Flores’ sobre la avenida Mariscal López, a orillas del arroyo Mburicao. En 2011 el Parlamento declara a la Guarania como Patrimonio Cultural del Paraguay. En 2024 la Guarania fue declarada Patrimonio Cultural Inmaterial de la Humanidad por parte de la UNESCO. 

## Obras
Con letra de Manuel Ortiz Guerrero
- India
- Ne rendápe aju
- Panambi Vera
- Paraguaýpe
- Buenos Aires, Salud
- Kerasy

Con letra de Félix Fernández
- Nde Ratypykua
- Ñasaindype

Con letra de Rigoberto Fontao Meza
- Ka´aty
- Arribeño Resay

Con letra de Carlos Federico Abente
- Ñemity
- Guyraū

Con letra de Víctor Montorfano
- Purahéi Paha

### Sinfonías
- Pyhare pyte
- Ñanderuvusu
- María de la paz

### Música de películas
Temas musicales en la banda sonora de India (1960).